# Дроздинь
Дрозди́нь — село в Україні, у Старосільській сільській громаді Сарненського району Рівненської області. Населення становить 1695 осіб. 17 травня 2018 року увійшло до складу Старосільської сільської громади

## Історія
Відстань до центру громади 40 км, до Республіки Білорусь 1,5 км. Крайній північний населений пункт Сарненського району.
Село виникло в середині ХІХ століття. Походження назви села Дроздинь має дві версії. Старожили розповідають, що колись дуже давно люди жили по хуторах. На тому місці де зараз розташоване село, було обійстя багатого чоловіка — пана по прізвищу Дроздов. Він мав хорошу вдачу. Був добрий, щедрий, розумний. Наші люди були бідними, неграмотними і Дроздов допомагав їм: кому мудрою порадою, а кому й грішми. Чутки про нього ширились на всю округу. Але незабаром пан залишив нашу місцевість, а в пам'ять про нього люди назвали село Дроздовим на честь Дроздова — Дроздинь.
Пізніше в роки примусової колективізації, коли людей силою примушували залишити свої обжиті хутори і будуватися на новому місці, всі з'їхались в те місце, де стояла садиба Дроздова і село назвали Дроздинь.
Інша версія — село розкинулося серед соснового бору. Як на підбір стоять стрункі сосни, перешіптуючись між собою. Дивишся вгору і милуєшся цією красою. Може тому тут зібралося так багато лісових птахів, які зачаровують своїм співом. Це — дрозди. Ось чому поселення в цьому мальовничому поліському куточку названо Дроздинь.
До 1939 року село Дроздинь було підпорядковане Польщі. У 1939 р. територія Рокитнівщини відійшла до УРСР. У січні 1940 року утворено Рокитнівський район Ровенської області. У цьому ж році встановлено Радянську владу в селі.
У роки Другої світової війни односельчани були учасниками бойових дій в партизанських з'єднаннях.
Після війни 1941—1945 рр. в селі Дроздинь був організований колгосп імені Жданова, голова — Огієвич Наум Григорович. Була організована Дроздинська сільська рада головою якої був Кузьмич Кирило Борисович. В 1957 р. Дроздинську сільську раду об'єднали в одну Старосільську сільську раду. В 1948 році заснована восьмирічна школа.
Функціонує загальноосвітня школа І-ІІІ ступенів, бібліотека, клуб, фельдшерсько-акушерський пункт, відділення зв'язку, торговельні заклади. Діє Свято-Покровська церква та молитовний будинок.
Дроздинь вважається одним з найбільш радіаційно забруднених сел у районі, внаслідок Чорнобильської катастрофи. [Архівовано 10 травня 2011 у Wayback Machine.] Практично всі зразки (93 %) молока в селі Дроздинь Рівненської області містили неприпустимо високий рівень [Архівовано 8 грудня 2015 у Wayback Machine.] радіоактивного цезію-137. Його концентрації перевищили встановлені в країні норми для дитячих продуктів в 1,2 — 16,3 раза.

## Населення
За переписом населення 2001 року в селі мешкали 1 683 особи.

### Мова
Розподіл населення за рідною мовою за даними перепису 2001 року:
| Мова       | Відсоток |
| ---------- | -------- |
| українська | 99,71 %  |
| російська  | 0,24 %   |
| молдовська | 0,06 %   |

## Освіта та культура

### Школа села Дроздинь
Дроздинь є одним з найвіддаленіших сіл району, навкруги оточене болотами і розташоване на самій півночі району.
До 1917 року ніхто не навчався. Люди були неписьменними. Тільки з 1926 року у хаті Єврея Лювиш, а через рік у хаті Янгеля почала діяти школа. Вчителював теж єврей за національністю Душа Владислав. Вчилися у школі тільки сільські діти, а хутірські такої можливості не мали. Навчання велося тільки на слух. Учитель розказував — учні слухали. Якби хто й хотів щось записати, не було чим і на чому. Голі парти, рученята на столі, ні в кого ні книжки, ні олівця, ні клаптика паперу. А яка жага до знань у дітей! Малі й переростки вже стоять під школою, виглядають, ждуть учителя, тиснуться за ним у клас і ловлять кожне його слово, кожне правило арифметики чи граматики, якщо й не розуміють всього відразу, то схоплюють своєю пам'яттю — чіпкою, пожадливою пам'яттю дітей, які зголодніли і за хлібом, і за наукою. Треба встигнути за зиму, бо вона ой яка коротка, а весна не час навчання, а час праці.
З 1933 року шкільне життя завирувало у будинку Крупича Матвія Степановича, місцевого жителя. Вчителями були поляки Жуковський Йозеф та Степанський Мине.
Місцеві жителі вирішили побудувати справжню школу і у 1936 році розпочали її будівництво. Це було приміщення з чотирьох класних кімнат. Недовговічною виявилася ця школа — через рік згоріла. Вернулися школярі знову до Крупича Матвія Степановича. Але мрії дроздинців про школу не покидали. Знову взялися за роботу і в кінці 1939 року новозбудована школа навстіж відкрила двері просторих світлих кімнат.
Нове лихо підкралось до села. Насунулася на Україну німецька загарбницька орда. Не обминула вона й Дроздинь. У 1943 році від вибуху бомби згоріла і ця школа.
Після війни почалась відбудова зруйнованих сіл і міст. На відбудову школи йшли старі й малі. За короткий строк 1945—1946 рік її відбудували.
Довго пам'ятатимуть жителі нашого села учителя Юшкевича Володимира Григоровича, ветерана війни. Він мав бойові нагороди. Володимир Григорович, за спеціальністю історик. Будучи на той час директором, побудував у 1971 році нову школу з восьми класних кімнат.
В 2000 році було організовано Дроздинську загальноосвітню школу І-ІІІ ступенів. В школі організований кабінет інформатики, кабінет краєзнавства, шкільний музей. При школі працює їдальня. 
У школі організовано профільне навчання в 10-х класах: у 10-А — профіль української філології, 10-Б — навчається за універсальним профілем.
У 8-А класі здійснюється поглиблене вивчення української мови.
У закладі сформований творчий педагогічний колектив, який працює над розвитком творчих здібностей, особистості учнів, повноцінним вихованням підростаючого покоління.
Учні школи — щорічні переможці районних та обласних конкурсів, особливо спортивного та художнього напрямків.
У школі працюють гуртки образотворчого мистецтва, декоративно-прикладного, естетичного та екологічного напрямків.

### Бібліотека села Дроздинь
Ще за часів Київської Русі бібліотека була невід'ємною складовою навчальних закладів, починаючи зі «шкіл грамоти» при церквах книгозбірень Острозької та Києво — Могилянської академій, перших університетів, товариств грамотності і навчальних закладів різних видів і типів відіграючи значну роль в укладенні фундаменту інтелекту нашого народу.
Бібліотека — це культурно-освітній заклад, що збирає друковані та рукописні матеріали, проводить спеціальне опрацювання їх, організовує збереження та віддання книг користувача.
В 1947 році при Дроздинській сільській раді було виділено невеличку кімнату для бібліотеки і називалась вона «хата — читальня». Завідувачем цієї бібліотеки був призначений Огієвич Андрій Романович. До фонду цієї бібліотеки входили брошури, журнали, газети. Пізніше стали надходити книги з різних галузей знань, переважала художня література. Комплектування здійснював Рівненський бібколектор.
В 1965 році був побудований Дроздинський сільський клуб, у якому була виділена кімната для бібліотеки. Понад 15 років очолювала бібліотеку Огієвич Катерина Романівна. На початку 70-х років фонд бібліотеки нараховував різні енциклопедії, словники, довідники. Був організований алфавітний каталог. Поповнювалась бібліотека і дитячою літературою. В бібліотеці нараховувалось більше двохсот читачів. Книжковий фонд був розставлений на дерев'яних стелажах.
З 1972 року працює бібліотекарем ЛісовецьАкулина Кирилівна.
В 1973 році був побудований новий клуб, де було виділено дві кімнати для бібліотеки. За рахунок сільської ради було придбано телевізор «Берізка» та радіолу «Мрія».
В 1975 році було відкрито пункт видачі літератури на фермі та на деревообробному цеху. На цих пунктах постійно оформлялись книжково — ілюстративні виставки, проводились бесіди та перегляди періодичних видань.
В бібліотеці в даний час книжковий фонд становить понад 14000 екземплярів. Ведеться сумарний та інвентарний облік документів. Організовані картотека обліку підручників, краєзнавча картотека, картотека періодичних видань, систематична картотека, картотека індивідуальної та групової інформації.
Використовуючи різні форми і методи бібліотечно — бібліографічної роботи бібліотекар приділяє увагу проблемам, пов'язаними із пошуком і забезпеченням інформацій. Носіями інформації бібліотеки є, передусім, друковані видання і тому бібліотекар систематично вивчає запити користувачів і займається поточним комплектуванням.
Змістовному розкриттю книжкового фонду допомагають постійно діючі книжкові виставки та тематичні полички: «Обрії пізнання», «У світі прекрасного», «Знай, люби, бережи», «Лунай, прекрасна наша мово», «Закон і ти», «Історія України в художніх творах», «Чарівний світ казок», «Перлини світової класики» та інші.
В бібліотеці працює центр регіональної інформації. Бібліотекар постійно інформує користувачів про нові надходження до бібліотеки. Під час інформаційної роботи бібліотекар використовує масові, групові та індивідуальні форми роботи. Постійно проводиться робота з людьми з обмеженими можливостями. Велика увага приділяється інформаційно — бібліографічній роботі. В бібліотеці є алфавітний каталог, картотека обліку підручників, краєзнавча картотека, картотека групової та індивідуальної інформації, систематична картотека статей.
Змістовному розкриттю книжкового фонду допомагають постійно діючі книжкові виставки та тематичні полички: «Обрії пізнання», «У світі прекрасного», «Знай, люби, бережи», «Лунай, прекрасна наша мово», «Закон і ти», «Історія України в художніх творах», «Чарівний світ казок», «Нащадки пам'ять бережуть», «Перлини світової класики», «Рівненщина — край героїчної слави», «Вороги юності — пияцтво, куріння, наркоманія і СНІД».
Бібліотека співпрацює з педколективом школи. Особлива увага приділяється інформуванню про нові надходження книжок, періодики та методичної літератури. Разом з педколективом проводиться робота з формування в учнів бережливого ставлення до підручників. Для учнів складені рекомендаційні списки літератури по вивченню шкільної програми та для позакласного читання. Протягом літніх канікул бібліотека співпрацює з пришкільним табором «Веселка».
Краєзнавча діяльність — одна із пріоритетних сфер роботи бібліотеки. Одним із аспектів краєзнавчої роботи є формування і використання фонду краєзнавчої літератури. Він містить книги, статті про сільську раду, неопубліковані матеріали. В бібліотеці оформлено куточок народознавства «Мудрості та долі берегиня — бабусина скриня» та тематичні полички, які постійно поповнюються новим матеріалом: «Рівненщина рідний край», «Твої люди Рокитнівщино», «Із історії односельців».
В бібліотеці постійно проводяться конкурси: «Найкращий читач року», «Найуважніший читач», «Змалюй казку своїми руками» та інші.

### Клуб села Дроздинь
Вперше клуб в селі Дроздинь був побудований в 1947 році. Завідувачем клубу було призначено Крупича Олександра Антоновича. Освіта 7 класів, гармоніст. В той час робота клубу була спрямована на вечори відпочинку. Клуб був підпорядкований Дроздинській сільській раді.
У 1965 році був побудований новий клуб. Завідувачем було призначено Кузьмича Івана Антоновича.
З того періоду часто мінялись завідувачі клубу. В клубі працюють чотири гуртки художньої самодіяльності: вокальний, художнього читання, танцювальний та інші. В клубі проводяться вечори відпочинку.

## Відомі люди
Кузьмич Кирило Борисович
Народився в 1915 році в селі Дроздинь Рокитнівського району Рівненської області в сім'ї селянина.
В 1939 році був призваний в Польську армію.
В 1941 році розпочалась війна з Німеччиною. Німці захопили Польщу, разом з польськими солдатами потрапив у полон і Кузьмич. В Німеччині працювали на каторжних роботах по 18 -20 годин на добу. Багато полонених помирали з голоду та холоду. З його розповіді: «Одного разу нас, полонених, вивели на площадку і поставили в ряд більше ста чоловік. Жінки німецьких службовців серед полонених обирали собі для ведення господарства помічників. В одне господарство обрали мене. Ввійшовши в довіру хазяйки я мав доступ до всього господарства. Хазяйка була дуже заможною, а чоловік її служив в армії офіцером. Я почав тайно допомагати полоненим, які працювали на дуже важких роботах. Ночами, коли хазяйка по імені Вурзель спала, я виносив із комори м'ясо, сало та яйця і передавав через огорожу для полонених. В цій сім'ї для мене життя стало не похоже на полоненого, але дуже боліла душа за рідною домівкою, мамою та рідною Україною. Два роки пробув в полоні. За ці два роки дуже добре вивчив німецьку мову і вільно міг спілкуватись. На той час в Німеччині нам пояснювали: „Хто спробує втікати, то зразу розстріляють“. Ризик для мене — благородна справа. Вирішив — втікати додому. Кордон від нас був не далеко. Два рази намагався до кордону доїхати велосипедом і затримували, але пояснював, що їхав в магазин за продуктами і збився з дороги. Мене відпускали. Коли із служби в відпустку приїхав хазяїн вони вирішили з хазяйкою поїхати в район до їх батьків, залишивши господарство на мене. Я переодягся в його офіцерську форму, забрав його документи і спокійно дійшов до станції. На пероні в цей час стояв товарний поїзди до Бреста. Я на ходу поїзда вскочив у вагон і доїхав до Бреста. З Білорусі я добирався пішком».
Але війна продовжувалася та Кирило Борисович стає на захист Батьківщини. Він очолює підрозділ партизанського загону імені Будьонного. Цей загін розташовується біля міста Олевська Житомирської області. Сам бере участь в замінуванні мостів, кудою проїжджали німці з воєнною технікою.
Після війни Кирило Борисович стає на відбудову рідного села. В першу чергу відремонтували школу, яка була пошкоджена німецькими бомбардувальниками. В 1948 році був призначений головою Дроздинської сільської ради. Останні роки трудової діяльності Кирило Борисович присвятив охороні природи в лісовому господарстві. В своїй книзі «Парашутисти над Загальєм» Андрій Гречко коротенько згадує про бойові заслуги Кирила Борисовича Кузьмича. Він з ним також брав участь на фронті. Нагороджений: Орденом «Отечественной войны ІІ степени», Орденом «Красное Знамя», Медаллю «Партизану Отечественной войны І степени», Медаллю «За Победу над Германией в Великой Отечественной войне 1941—1945 гг.», Медаллю «Двадцать пять лет Победы в Великой Отечественной войне 1941—1945 гг.», Медаллю «Тридцать лет Победы в Великой Отечественной войне 1941—1945 гг.», Медаллю «Сорок лет Победы в Великой Отечественной войне 1941—1945 гг.», Медаллю «50 лет Победы в Великой Отечественной войне 1941—1945 гг.», Медаллю «Захиснику Вітчизни», Медаллю «50 лет Вооруженных Сил СССР», Медаллю «60 лет Вооруженных Сил СССР», Медаллю «70 лет Вооруженных Сил СССР», Пам'ятним знаком «50 років Визволення України».